# Kolejový zepelín

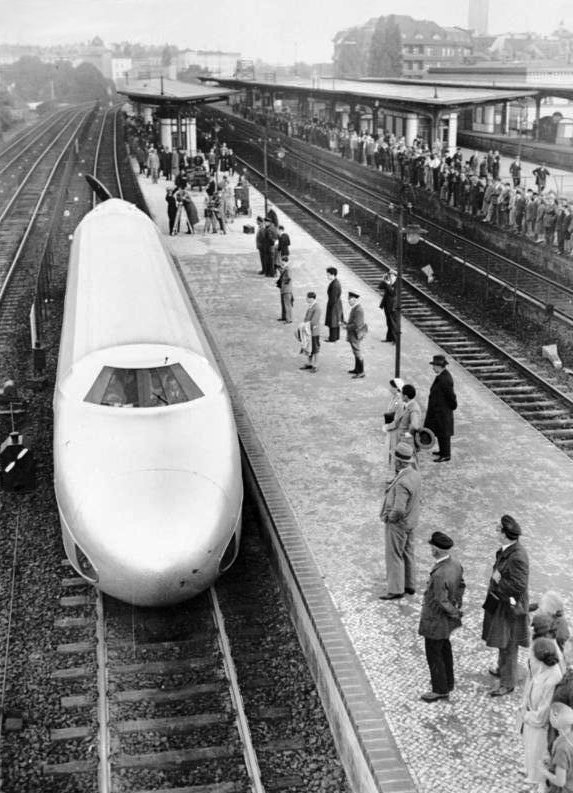
Kolejový zepelín v Berlíně
(ráno 21. 6. 1931)

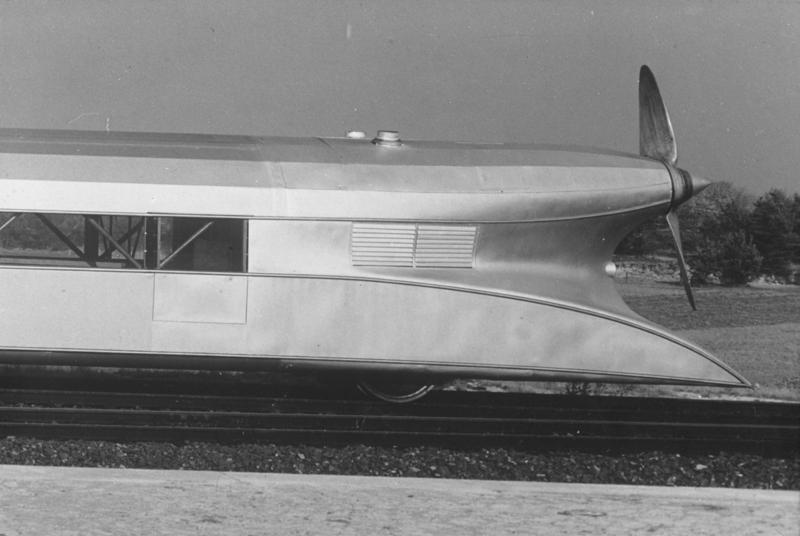
Detail zadní části vrtulového vozu

Kolejový zepelín (německy Schienenzeppelin) je přezdívka kolejového vozidla konstruktéra Franze Kruckenberga, které bylo netradičně poháněno vrtulí. Dne 21. června 1931 dosáhlo rekordní rychlosti 230 km/h.

## Předchozí pokusy
Vrtulový pohon nebyl použit pro pohon kolejového vozidla poprvé. Již v roce 1909 byl předveden na letecké výstavě ve Frankfurtu vůz s vrtulovým pohonem a v listopadu 1916 byl podobný vůz vyzkoušen na pruské vojenské dráze Zossen – Jüterborg. V obou případech se jednalo především o bezpečnější, pozemní zkoušky nových leteckých motorů. Teprve v roce 1918 v Palestině a o rok později v Berlíně byly předvedeny vozy s vrtulovým pohonem, které byly zamýšleny pro přepravu cestujících. V obou případech se jednalo o umístění vrtulového pohonu na vůz klasické stavby, což nebyla příliš vhodná kombinace, zejména z důvodu poměrně vysoké hmotnosti.  V Rusku v roce 1921 zkonstruoval konstruktér-samouk V. I. Abakovskij vrtulí poháněný Aerovagon, který dosáhl rychlosti 140 km/h na trati Tula – Moskva. Došlo však k tragédii a všech šest účastníků zkušební jízdy, včetně konstruktéra, zahynulo v jeho troskách.

## Konstrukce
Experimentální vozidlo bylo postaveno s využitím řady konstrukčních prvků z letecké techniky. Stroj vážil 18,6 tuny a byl poháněn dvanáctiválcovým leteckým motorem BMW-VI o výkonu 600 koní. Motor nepoháněl dvojkolí vozu, ale tlačnou vrtuli, skloněnou pod úhlem 7° směrem nahoru. Spotřeba paliva byla uváděna 71,5 litrů benzínu na 100 km.[zdroj?] Ačkoliv celková délka vozu činila 25,85 m, jednalo se o vozidlo dvounápravové, s rozvorem 19,6 m. Aerodynamicky tvarované těleso vozu s kostrou z vylehčených hliníkových nosníků, potah z impregnovaného plátna, vrtulový pohon – to vše nápadně připomínalo ztuženou vzducholoď, tzv. zepelín. Proto se vozu záhy začalo říkat Schienenzeppelin – kolejový zepelín.

## Rychlostní rekord
Po řadě úspěšných zkoušek dne 21. června 1931 dosáhl vůz řízený samotným Kruckenbergem na trati Hamburk–Berlín v úseku Karstädt - Dergenthin rekordní rychlosti 230 km/h. Cestovní rychlost v celé trati Hamburk - Berlín (konkrétně Bergedorf - Spandau) byla 157,3 km/h.

## Rekonstrukce a zánik
Vrtulový pohon však dosahoval přijatelné účinnosti až při rychlostech nad 200 km/h, což vylučovalo nasazení vozu do běžného provozu na stávající síti. Proto Kruckenberg již v roce 1930 oslovil svého bývalého učitele, profesora Hermanna Föttingera, vynálezce hydrodynamické spojky a měniče, a požádal ho o spolupráci na změně pohonu svého vozu na hydrodynamický. Z vozu byla odříznuta přední část i s první nápravou a bylo dosazeno nové čelo s dvounápravovým podvozkem osazeným párem hydrodynamických měničů na každé nápravě – jeden pro každý směr jízdy. Vůz dosáhl při zkušebních jízdách v roce 1933 maximální rychlost 180 km/h. Na počátku roku 1934 mu byl ještě dosazen nový motor Maybach GO 5. V červenci 1934 naposledy projel trať z Berlína do Hamburku a v listopadu jej za 10 000 říšských marek odkoupily DR. Žádné další jízdy s ním již ale neuskutečnily a vůz byl odstaven v železničních dílnách Berlin – Tempelhof, kde chátral. 21. března 1939 rozhodlo železniční oddělení říšského ministerstva dopravy o jeho vyřazení a sešrotování.

### Video
- První zkušební jízdy a 2. díl - vysokorychlostní jízdy na YouTube, s německým komentářem
- Rychlostní rekord a turné po Německu - První a druhý díl na YouTube, s hudebním doprovodem